# 1993 en Alberta
Chronologie de l'Alberta
- 1989
- 1990
- 1991
- 1992
- 1993
- 1994
- 1995
- 1996
- 1997

Cette page concerne des événements qui se sont produits durant l'année 1993 dans la province canadienne de l'Alberta.

## Politique
- Premier ministre :  Ralph Klein du parti Progressiste-conservateur
- Chef de l'Opposition :
- Lieutenant-gouverneur :  Gordon Towers (en)
- Législature :

## Événements
- 15 juin : élection générale en Alberta — le Parti progressiste-conservateur conserve sa majorité à l'Assemblée législative ; le Parti libéral forme l'opposition officielle.

## Naissances
- 15 février : Ty Rattie (né à Calgary), joueur professionnel canadien de hockey sur glace. Il évolue au poste d'ailier droit[1].
- 22 février : Mark McNeill (né à Edmonton), joueur professionnel canadien de hockey sur glace[2].

- 28 mars : Christian Gow, né à Calgary, biathlète canadien.

- 9 avril : David Musil (né à Edmonton), joueur professionnel tchèque de hockey sur glace. Il possède aussi la nationalité canadienne[3].
- 13 avril : Eric Hedlin (né à Calgary), nageur canadien spécialisé dans les épreuves en eau libre.  En 2013, il obtient la médaille d'argent aux Championnats du monde de Barcelone dans l'épreuve du 5 kilomètres derrière Oussama Mellouli[4]. Il est aussi médaillé de bronze sur le 800 m nage libre à l'Universiade d'été de 2013.

- 3 mai : Danielle Letourneau, née à Calgary, joueuse professionnelle de squash représentant le Canada. Elle atteint le 32e rang mondial en juillet 2020, son meilleur classement[5]. Elle est championne du Canada en 2018.
- 12 mai : Colton Parayko (né à Saint-Albert), joueur professionnel canadien de hockey sur glace[6]. Il évolue au poste de défenseur[7].

- 17 juillet : Darren Dietz (né à Medicine Hat), joueur professionnel canadien puis kazakh de hockey sur glace. Il évolue au poste de défenseur.

- 11 septembre : Duncan Siemens (né à Sherwood Park), joueur professionnel canadien de hockey sur glace.
- 23 septembre : Jocelyn Peterman, curleuse et joueuse de softball canadienne née à Red Deer.

- 7 novembre : Brooke Voigt, née à Fort McMurray, snowboardeuse canadienne.

## Décès
- 9 avril : Leslie Roy Cunningham, dit Les Cunningham, (né le 4 octobre 1913 à Calgary — mort  à Calgary) est un joueur professionnel de hockey sur glace[8].